# Museu Curtius

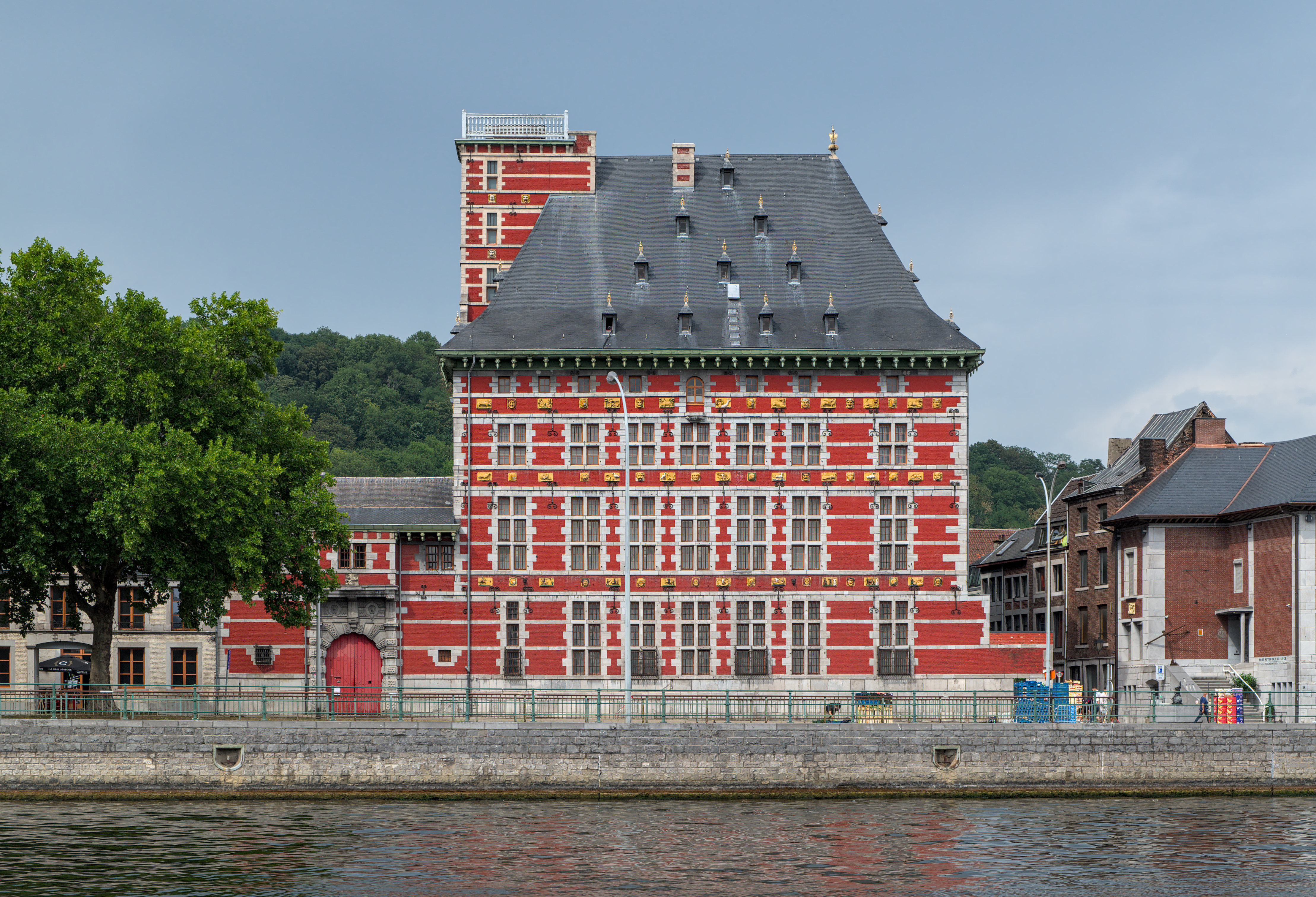
Museu Curtius

El Museu Curtius (Musée Curtius) és un museu d'arqueologia i arts decoratives, situat en la riba del riu Mosa a Lieja, classificat com a Patrimoni Major de la Valònia.
Va ser construït en algun moment entre 1597 i 1610 com una mansió privada per a Jean Curtius, industrial i proveïdor de municions a l'exèrcit espanyol. Amb les seves capes alternants de maó vermell i pedra natural, i les seves finestres creuades, l'edifici tipifica l'estil regional conegut com el Renaixement de Mosan (o Meuse).
Després d'una inversió de 50 milions d'euros, el museu es va reobrir com (Le Grand Curtius) el març de 2009, ara alberga les col·leccions fusionades de quatre antics museus: el museu d'arqueologia, el museu d'armament, el museu d'arts decoratives i el museu d'art religiós i art mosan. En les col·leccions destaquen tresors de l'art de Mosan com un tríptic daurat del segle XII, anteriorment a l'església de Sainte-Croix, l'Evangelari de Notger, escultures de Jean Del Cour, i un retrat de Napoleó Bonaparte pintat per Ingres en 1804: Bonaparte, primer cònsol.

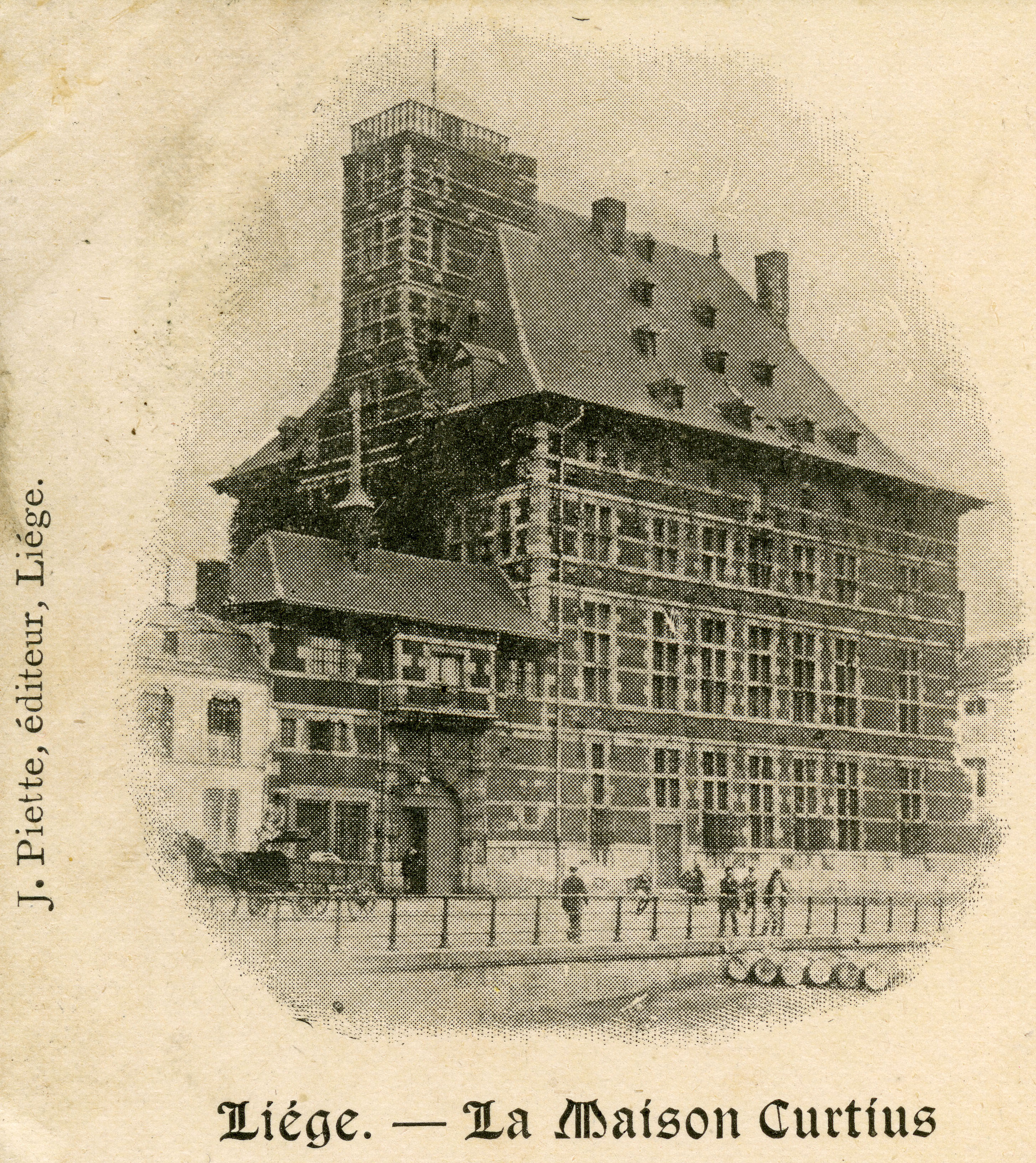
Imatge des d'una postal de 1898.